# Пентаплатинапразеодим
Пентаплатинапразеодим — бинарное неорганическое соединение, интерметаллид платины и празеодима с формулой PrPt5, кристаллы.

## Получение
- Сплавление стехиометрических количеств чистых веществ:

{\displaystyle {\mathsf {5Pt+Pr\ {\xrightarrow {1820^{o}C}}\ PrPt_{5}}}}

## Физические свойства
Пентаплатинапразеодим образует кристаллы гексагональной сингонии, пространственная группа P 6/mmm, параметры ячейки a = 0,5348 нм, c = 0,4385 нм, Z = 1, структура типа пентамедькальция CaCu5.
Соединение образуется по перитектической реакции при температуре ≈1820 °C.

## Применение
Используется для охлаждения до температур порядка милликельвинов методом адиабатического ядерного размагничивания.